# История Гренады
История Гренады

## Колониальный период
Остров Гренада был открыт испанским мореплавателем Христофором Колумбом в 1498 году во время своего третьего плаванья к Америке. Остров был населен индейцами-карибами.
Первая попытка основать колонию-поселение была предпринята в апреле 1609 года английской экспедицией под руководством Робинсона и Годфри, которые доставили 204 колониста на борту трех кораблей — «Диана» («Dialda»), «Пенелопа» («Penelope») и «Эндевор» («Endeavour»). Однако выстроенное ими укрепленное поселение было атаковано и разрушено аборигенами, большинство колонистов были убиты, а после возвращения кораблей эскадры 15 декабря на них эвакуировались немногие уцелевшие.

### Французское правление
В 1650 году губернатор французской Мартиники Ду Паркет купил остров Гренада у местного населения за несколько топоров, несколько ниток стеклянных бус и две бутылки бренди, после чего поселил на острове 200 французских колонистов, которые построили укрепленный форт. Местное население было оттеснено в северную часть острова.
Завоевание Гренады было завершено в 1651 году битвой при Ле Морн де Сотер (Le Morne de Sauteur) на севере острова. Там местные жители целыми семьями вместе с женщинами и детьми бросались со скал, предпочитая смерть покорению колонизаторам..
Французы развернули торговлю различными товарами и стали культивировать на Гренаде табак и индиго, затем хлопчатник и мускатный орех. Для работы на плантациях завозились негры-рабы из Африки.
В 1763 году во время Семилетней войны остров захватили британцы, но французы вернули его в 1779 году.

### Британское правление
Окончательно остров отошёл к Великобритании в 1783 году по Версальскому договору.
Рабство на острове сохранялось до 1838 года.
В период с 1885 по 1956 год Гренада входила в состав британской колонии Британские Подветренные острова.
С января 1958 года по май 1962 года — в состав Вест-Индской федерации.
В марте 1967 года Гренада получила статус «ассоциированного с Великобританией государства» с правом на внутреннее самоуправление.

## Независимость
Независимость в составе Британского содружества была получена 7 февраля 1974 года, в апреле Гренада стала членом Карибского сообщества, в сентябре была принята в ООН.
В 1970-х годах в политической жизни господствовала Объединённая лейбористская партия (GULP) Эрика Гейри. Режим гейризма носил авторитарно-популистский характер и всё более приобретал черты диктатуры. Одной из его опор являлась Банда мангустов, созданная Гейри по образцу гаитянских тонтон-макутов.
В 1979 году уровень безработицы достиг 50 %. Жители были недовольны также коррупцией и обострением других социальных проблем. Результатом стал почти бескровный путч, в результате которого к власти пришла партия НДМ с леворадикальной идеологией, под руководством Мориса Бишопа.
Было создано Народно-Революционное Правительство Гренады. Ему удалось создать бесплатную систему общественного здравоохранения, обеспечить потребности населения в основных продуктах питания, уменьшить количество неграмотных с 35 % до 5 %, снизить уровень безработицы в стране с 50 % до 14 %. В то же время, политический режим основывался на однопартийности и подавлял оппозицию репрессивными методами. Гренада быстро установила тесные контакты с СССР и Кубой. Гренадская Народно-революционная армия стала крупнейшей вооружённой силой восточно-карибского региона. Новые вооружённые силы включали также партийную милицию, полицию и береговую охрану. Кубинцы начали строительство международного аэропорта, что вызвало обеспокоенность США, опасавшихся, что аэропорт будет использован Кубой в военных целях. Антикоммунистическую политэмиграцию консолидировал на Барбадосе юрист Фрэнсис Алексис в партии Демократическое движение Гренады.
В октябре 1983 года в руководстве Гренады произошёл раскол, в результате которого М. Бишоп был убит фракционерами. Власть перешла к радикальной группировке во главе с Бернардом Кордом и Хадсоном Остином, управлявшей через Революционный военный совет. Затем 25 октября последовало американское вторжение (операция «Urgent Fury»). В течение нескольких дней остров был оккупирован, кубинские строители, оказавшие вооружённое сопротивление, разоружены и депортированы на Кубу. Власть перешла в руки генерал-губернатора Пола Скуна и назначенного им Консультативного совета во главе с Николасом Брэтуэйтом.
В декабре 1984 года были проведены выборы, на которых победила правоконсервативная Новая национальная партия (NNP) во главе с Гербертом Блэйзом, ставшим премьер-министром. GULP Эрика Гейри получила только один парламентский мандат. Патриотическое движение имени Мориса Бишопа (MBPM) поддержали лишь 5 % избирателей.
После смерти Герберта Блейза в 1989 году премьер-министром стал Бен Джонс из NNP.
На парламентских выборах в марте 1990 года победил Национально-демократический конгресс (НДК) (NDC), который сформировал коалиционное правительство во главе с Николасом Брейтуэйтом.
Однако в 1995 году Новая национальная партия вернулась к власти. Премьер-министром стал Кит Митчелл. Его правительство активно развивало туризм и легкую промышленность.
Во второй половине 1990-х удалось обеспечить среднегодовой прирост экономики на уровне 5 % и снизить безработицу с 28 % до 14 % экономически активного населения. Была проведена налоговая реформа, способствовавшая привлечению иностранных капиталовложений на Гренаду. Новая национальная партия проводила политику национального примирения, властями стало высказываться менее негативное отношение к режиму Бишопа, была создана комиссия по расследованию событий 1983 года.
Новая национальная партия выиграла выборы и в 1999 г.
Партия MBPM (наследники идей Бишопа) в 2002 году прекратила существование.
Новая национальная партия выиграла выборы и в 2003 году.
Однако, проведя 13 лет в оппозиции, 8 июля 2008 года НДК выиграл парламентские выборы, получив 11 из 15 мест в парламенте, в то время как ННП только 4. На следующий день к присяге в качестве премьер-министра был приведен Тиллман Томас, а 13 июля сформировал новое правительство.
На выборах 2013 года победу вновь одержала Новая национальная партия, получившая все 15 парламентских мандатов и сформировавшая правительство во главе с Китом Митчеллом.
Сейчас политическая конкуренция на Гренаде идёт между правоцентристской ННП и левоцентристским НДК. Лейбористские партии GULP и PLM (наследники традиции Гейри) пользуются минимальной поддержкой, не достигающей 1 % электората.